# Ikos
Un ikos (plur. iki) est, dans la liturgie des Églises d'Orient — Églises orthodoxes et Églises catholiques de rite byzantin —, une hymne qui va de pair avec le kondakion.

## Histoire
Initialement, l'ikos (du grec οίκος, « maison ») est un des deux types de strophes que l'on trouve dans le genre liturgique de l'acathiste. Il va de pair avec le koukoulion, aujourd'hui appelé kondakion ; ces couples sont au nombre de 12 dans chaque acathiste. L'ikos a vu sa place dans l'office de matines diminuer à mesure que le canon s'imposait dans la tradition byzantine.

## Fonction liturgique
En dehors de sa place traditionnelle dans les hymnes acathistes, l'ikos est toujours présent dans l'office de matines byzantin. Il suit immédiatement le kondakion, chanté après la sixième ode (ou la troisième en cas de cumul) du canon, et a pour particularité de reprendre tout ou partie de la dernière phrase du kondakion. Dans certaines traditions, après le chant du kondakion, un lecteur lit l'ikos, et s'interrompt avant cette dernière phrase, que le chœur chante.
Les offices composés plus récemment dans la tradition russe calquent les ikos sur le modèle de ceux de l'acathiste : ils sont alors composés d'une première partie en prose, puis d'une deuxième où est déclinée la formule « Réjouis-toi... ».